# Bruno Cornillet
Bruno Cornillet (Lamballe, 8 de febrer de 1963) va ser un ciclista francès, que fou professional entre 1984 i 1995. Durant la seva carrera esportiva destaquen les victòries al Gran Premi de Plouay de 1990 i la Volta a la Comunitat Valenciana de 1984.

## Palmarès
- 1980
  -  Campió de França de contrarellotge per equips júnior
- 1981
  -  Campió de França de contrarellotge per equips júnior
- 1982
  -  Campió de França de contrarellotge per equips amateur
- 1983
  -  Campió de França de contrarellotge per equips amateur
- 1984
  - 1r a la Volta a la Comunitat Valenciana i vencedor d'una etapa
- 1985
  - Vencedor d'una etapa de la París-Bourges
- 1986
  -  Campió de França de puntuació
  - 1r a la Châteauroux-Limoges
  - Vencedor d'una etapa del Tour de Romandia
  - Vencedor d'una etapa de la Coors Classic
- 1987
  - Vencedor d'una etapa del Critèrium del Dauphiné Libéré
  - Vencedor d'una etapa de la Volta a Suècia
- 1989
  - Vencedor d'una etapa de la París-Niça
  - Vencedor d'una etapa de la Volta a Suècia
- 1990
  - 1r al Gran Premi de Plouay
  - Vencedor d'una etapa de la Volta a Irlanda
  - Vencedor d'una etapa del Tour del Llemosí
- 1991
  - 1r a A Travers le Morbihan
  - 1r al Circuit de La Sarthe i vencedor de 2 etapes
- 1992
  - 1r al Tour de Vendée
- 1993
  - 1r a la París-Bourges

### Resultats al Tour de França
- 1986. Fora de control (18a etapa)
- 1987. 37è de la classificació general
- 1988. Abandona (11a etapa)
- 1989. 14è de la classificació general
- 1990. 39è de la classificació general
- 1991. 54è de la classificació general
- 1992. Abandona (7a etapa)
- 1993. 48è de la classificació general
- 1994. Abandona (2a etapa)
- 1995. 115è de la classificació general

### Resultats al Giro d'Itàlia
- 1992. 10è de la classificació general